# Hiroshi Noguchi (footballeur)
Pour les articles homonymes, voir Hiroshi Noguchi et Noguchi.
Hiroshi Noguchi (野口 裕司, Noguchi Hiroshi) est un footballeur japonais né le 25 février 1972.